# Pleiospilos purpusii
Pleiospilos purpusii är en isörtsväxtart som beskrevs av Schwant. Pleiospilos purpusii ingår i släktet Pleiospilos och familjen isörtsväxter. Inga underarter finns listade i Catalogue of Life.